# Sheviit (Talmude)
Shevi'it (hebraico: שביעית, literalmente "Sétimo Ano") é o quinto tratado de Seder Zeraim a ("Ordem das Sementes") da Mishná e do Talmude. 
Discute todas as leis sobre a prática de deixar a terra em repouso no sétimo ano do ciclo agrícola, as leis dos produtos de Shemitá (o produto desse sétimo ano, o Ano Sabático da Terra) e a remissão de dívidas. Também discute o 50º ano, conhecido como Yovel, o Ano do Jubileu, quando todos os escravos devem ser libertados e toda a lei deve ser devolvida ao seu dono original do tempo de Joshua (Josué), quando a Terra de Israel foi dividida pelas tribos de Israel.
Este tratado tem muitas aplicações actuais em Israel, onde a prática de "Shemitá" é ainda hoje cumprida. De Setembro de 2007 a Setembro de 2008 foi um ano de "Shemitá".